# Penmaen
Penmaen ou Penmain est une communauté du borough de comté de Caerphilly, au pays de Galles.
La principale agglomération de la communauté est le village d'Oakdale (en). Au recensement de 2011, elle comptait 5 251 habitants.